# Fonction K
En mathématiques, la fonction K est une généralisation de l'hyperfactorielle aux nombres complexes, similaire à la généralisation de la factorielle à la fonction gamma.

## Définitions et propriétés
Formellement, la fonction K est définie comme
{\displaystyle K(z)=(2\pi )^{(-z+1)/2}\exp \left[{\begin{pmatrix}z\\2\end{pmatrix}}+\int _{0}^{z-1}\ln(\Gamma (t+1))\,\mathrm {d} t\right].}
Ou encore
{\displaystyle K(z)=\exp \left[\zeta ^{\prime }(-1,z)-\zeta ^{\prime }(-1)\right]}
où {\displaystyle \zeta '(z)} est la fonction dérivée de la fonction zêta de Riemann, {\displaystyle \zeta (a,z)} représente la fonction zêta de Hurwitz définie par
{\displaystyle \zeta ^{\prime }(a,z)\ {\stackrel {\mathrm {def} }{=}}\ \left[{\frac {\partial \zeta (s,z)}{\partial s}}\right]_{s=a}.}
Une autre expression utilisant la fonction polygamma est
{\displaystyle K(z)=\exp \left(\psi ^{(-2)}(z)+{\frac {z^{2}-z}{2}}-{\frac {z}{2}}\ln(2\pi )\right)}
Ou la fonction polygamma équilibrée (en):
{\displaystyle K(z)=A\mathrm {e} ^{\psi (-2,z)+{\frac {z^{2}-z}{2}}}}
où A est la constante de Glaisher-Kinkelin.
On peut montrer que pour tout {\displaystyle \alpha >0}:
{\displaystyle \int _{\alpha }^{\alpha +1}\ln(K(x))\,\mathrm {d} x-\int _{0}^{1}\ln(K(x))\,\mathrm {d} x={\frac {1}{2}}\alpha ^{2}\left(\ln(\alpha )-{\frac {1}{2}}\right)}

Preuve : Pour cela, on pose {\displaystyle f} définie par : {\displaystyle f(\alpha )=\int _{\alpha }^{\alpha +1}\ln(K(x))\,\mathrm {d} x}. Après dérivation par rapport à {\displaystyle \alpha }:
{\displaystyle f'(\alpha )=\ln \left({\frac {K(\alpha +1)}{K(\alpha )}}\right)}.
Soit, par définition de la fonction K : {\displaystyle f'(\alpha )=\alpha \ln(\alpha )}. Donc {\displaystyle f(\alpha )={\frac {1}{2}}\alpha ^{2}\left(\ln(\alpha )-{\frac {1}{2}}\right)+C}.
En spécialisant en {\displaystyle \alpha =0}, on obtient {\displaystyle \int _{0}^{1}\ln(K(x))\,\mathrm {d} x=C}, d'où l'identité annoncée.

## Lien à la fonction gamma
La fonction K est étroitement liée à la fonction gamma et à la fonction G ; pour tout entier naturel n, on a
{\displaystyle K(n)={\frac {(\Gamma (n))^{n-1}}{G(n)}}.}
Car K prolonge l'hyperfactorielle sur les naturels : 
{\displaystyle K(n+1)=1^{1}\,2^{2}\,3^{3}\cdots n^{n}.}
Les premières valeurs sont
1, 4, 108, 27648, 86400000, 4031078400000, 3319766398771200000... (suite A002109 de l'OEIS).